# Sitta neglecta
El trepador indochino (Sitta neglecta) es una especie de ave paseriforme de la familia Sittidae.

## Distribución y hábitat
Esta especie puede encontrarse en Birmania, Tailandia, Laos, Camboya y Vietnam. Su hábitat natural son los bosques secos tropicales o subtropicales, bosques húmedos de tierras bajas tropicales o subtropicales, y bosques montanos húmedos tropicales o subtropicales.
Esta especie fue separada por Rasmussen y Anderton (2005) a partir del trepador ventricastaño (S. cinnamoventris).

## Taxonomía
Según el  Congreso Ornitológico Internacional y Alan P. Peterson, no se distingue subespecie alguna: